# RIRI
RIRI（リリ、1999年11月5日 - ）は、日本の女性歌手。群馬県出身。
洋楽好きの母親の影響で幼少の頃からビヨンセやデスティニーズ・チャイルドなどのアメリカのR&Bを聴いて育ち、3、4歳の頃から歌手になりたいという夢を持っていた。オーディションへの参加をきっかけにAIと出会い、13歳にして共同での楽曲制作を開始。16歳からLAにてアリアナ・グランデ、カイリー・ミノーグ、ジェニファー・ロペスらを手掛けるデーモン・シャープ、ビヨンセ、リル・ウェインを手掛けるブライアン・ソコなど、数々の有名プロデューサーとコライト（ライティングセッション）による楽曲制作を始める。

## 来歴
2011年、ホイットニー・ヒューストン、セリーヌ・ディオンなどを手がけた名プロデューサー、デイヴィッド・フォスターが主催した世界的次世代スターを発掘するオーディションに出場し、僅か11歳でファイナリストの一人に選ばれる。世界ツアー中だったフォスターの東京公演のステージに上がり、ビヨンセの「リッスン」を歌った。
2012年、大手スポーツブランドの夢応援企画でグランプリを獲得。憧れのAIの前でビヨンセの「HALO」を生歌唱したことをきっかけに交流が始まる。
2016年6月5日、AIのツアー「AI THE BEST TOUR」東京公演のアンコールでステージに立ち、オリジナル曲を2曲披露。同月に配信されたその内の1曲「GOLD」がiTunes R&B / ソウルランキングで1位を記録。同年夏、『SUMMER SONIC 2016』に出場。同年11月、AIの日本武道館公演でオープニグアクトを務め、そのAIとの共作曲も収録した1st EP「I love to sing」をリリース、Apple Music R&B / ソウルランキングで1位を記録する。「Apple Music NEW ARTIST」やSpotifyの2017年に飛躍が予想される新人アーティスト「Early Noise Japan 2017」に選出される。
2017年3月、アメリカ・テキサス州で行われた世界最大規模の音楽見本市「South by Southwest」（SXSW 2017）に日本人最年少出演。6月21日、2nd EP「RUSH」を発表。iTunes R&B/ソウルチャートで1位を獲得、Spotifyでは新人ながら異例の月間リスナー130Kに到達。夏、『SUMMER SONIC 2017』を始め、日本全国のロック・フェス、イベントに出演。
2018年2月14日、1stアルバム『RIRI』でone nationよりメジャー・デビュー。新人としては異例となる全国テレビ・CS・ラジオ計46局のパワープレイ等に選出され、配信チャートでも自身最高位となるiTunesアルバムチャート5位、R&B/ソウルチャートで1位を記録。同年3月、音楽プロデューサー、ゼッドの楽曲「Stay」を日本人アーティストとして初めてカバーし、LINE LIVEにて行われたスペシャル番組にてゼッドとのセッションを果たしている。同年6月に配信された「Stay (Covered by RIRI)」は、LINE MUSICリアルタイムチャートで1位を記録。同年7月、「Maybe One Day」を配信リリース。「Maybe One Day」の英語バージョンは、Spotifyの新譜紹介プレイリスト「New Music Friday」にて世界23ヶ国で取り上げられる。他にスウェーデン、フィンランド、デンマーク、ノルウェーなど北欧を中心に数々のプレイリストに取り上げられ、その数は42に上る。「Maybe One Day」英語バージョンは、リリース初日のみで17万回再生され、Spotifyの注目プレイリスト「Global X」にも入り、USリスナーが激増。同年11月、2ndアルバム『NEO』をリリース。USヒップホップシーンで話題のフィメールラッパー Saweetieや、清水翔太などを迎え、コラボレーション楽曲も収録。アートワークではNYLON JAPANとコラボレーションが実現。
2019年3月13日、韓国の人気ラッパー Junofloとのコラボレーション楽曲「luv luv feat.Junoflo」を配信リリース。同年4月17日、ヒップホップ・クルー KANDYTOWNのKEIJU、ソロシンガー 小袋成彬とのコラボレーション楽曲「Summertime」を、RIRI, KEIJU, 小袋成彬 名義で配信リリース。同曲は、資生堂「アネッサ」の2019年CMソングとして使用される。同年7月、ディズニー映画『ライオン・キング』の、日本版オフィシャルソング「サークル・オブ・ライフ」の歌唱アーティストに新人ながら起用される。同作のプロモーションでは、シンバ役のドナルド・グローヴァーと監督のジョン・ファヴローの前で同曲の英語版を披露している。
2020年、フォーブスの「活躍が期待される30歳未満のアジア人スポーツ選手芸能人30人」にランクインした。
2023年、2月にリリースしたシングル「I Need U」では、Lil Naz Xの「INDUSTRY BABY(feat.Jack Harlow)」やAriana Grandeの最新アルバム「eternal sunshine」の収録楽曲、またアジアではBTSなどの数多くのK-popアーティストなども手がけている、Z世代プロデューサーのニック・リーと共作。
2024年、RIRIは短編映画「Honey Roasted Chicken」のエンディングテーマ「Mother’s Soup」を提供した。この映画は、ふるいちやすし監督の指揮のもと、Film Japanesqueによって制作され、エドアルド・スフェッレッラ（Edoardo Sferrella) が主演を務めた。RIRIの楽曲は、映画の感動的な結末をさらに強調し、視聴者に強い印象を残した。「Honey Roasted Chicken」は、日本のショートフィルムプラットフォームGeneTheaterで第1位を獲得し、ミラン・ショートフィルム・フェスティバル（Milan Short Film Festival）でも高く評価された。

## ディスコグラフィ

### スタジオ・アルバム
|          | 発売日         | タイトル | 規格     | 規格品番  |
| メジャー | メジャー       | メジャー | メジャー | メジャー  |
| -------- | -------------- | -------- | -------- | --------- |
| 1st      | 2018年2月14日  | RIRI     | CD       | AICL-3478 |
| 2nd      | 2018年11月28日 | NEO      | CD       | AICL-3586 |

### ミニ・アルバム
|              | 発売日        | タイトル       | 規格         | 規格品番     |
| インディーズ | インディーズ  | インディーズ   | インディーズ | インディーズ |
| ------------ | ------------- | -------------- | ------------ | ------------ |
| 1st          | 2016年11月2日 | I love to sing | CD           | TMAH-0001    |
| 2nd          | 2017年6月21日 | RUSH           | CD           | TMAH-0002    |

### EP
| 発売日        | タイトル      | 規格 | 規格品番  |
| ------------- | ------------- | ---- | --------- |
| 2019年5月22日 | Summertime EP | CD   | AICL-3629 |

### 配信限定
| 発売日        | タイトル                          | 規格                   |
| ------------- | --------------------------------- | ---------------------- |
| 2018年6月20日 | Zedd “Stay (Covered by RIRI)”     |                        |
| 2018年7月27日 | Maybe One Day                     | デジタル・ダウンロード |
| 2018年8月10日 | That's My Baby -Midas Hutch Remix | デジタル・ダウンロード |
| 2018年8月31日 | Maybe One Day (KSUKE Remix)       | デジタル・ダウンロード |
| 2019年4月17日 | Summertime                        | デジタル・ダウンロード |
| 2020年2月19日 | Episode 0                         | デジタル・ダウンロード |
| 2021年4月7日  | WHEEL of FORTUNE ~運命の輪~       | デジタル・ダウンロード |
| 2021年5月26日 | Wheel of Fortune                  | デジタル・ダウンロード |
| 2021年7月21日 | Luv DejaVu                        | デジタル・ダウンロード |
|               | Luv DejaVu - Japan Ver            | デジタル・ダウンロード |
| 2023年2月15日 | I Need U                          | デジタル・ダウンロード |
|               | I Need U ~君に頼ってもいい？~     | デジタル・ダウンロード |

### 参加作品
| 発売日        | タイトル                                                   | 規格 | 規格品番    |
| ------------- | ---------------------------------------------------------- | ---- | ----------- |
| 2019年7月19日 | ライオン・キング オリジナル・サウンドトラック デラックス版 | CD   | UWCD-1045/6 |

## 出演

### ラジオ
- RIRI TUNE（FM NORTH WAVE、2017年 - 2018年）[13]
- RIRI’s Symphony（CROSS FM、2018年）※2月マンスリーパーソナリティ[14]
- RIRI “That’s My Radio”（JFN PARK、2018年）[15]
- RIRI「FIFTH FRIDAY」（WREP、2020年）※第5週目がある月の最終金曜日に配信[16]

### 吹き替え
- キャッツ（2020年） - ボンバルリーナ役[17]。

### その他
- ライオン・キング（2019年） - 「サークル・オブ・ライフ」日本版オフィシャルソングアーティスト